# Yanne Dimay
Yanne Dimay est une écrivaine française née en 1949.

## Biographie
Après avoir participé à la création de la ville d'Auroville en Inde, elle revient à Paris pour écrire. Son thème de prédilection est l'Inde profonde.

## Romans
- Kali, Flammarion, 1997  (ISBN 9782080674456)
- Les Montagnes bleues, Flammarion, 1999  (ISBN 9782080677228)
- Celle qui écoutait les voix du monde, Calmann-Lévy, 2002  (ISBN 9782846120609)
- Une pierre dans le cœur, Riveneuve, 2021  (ISBN 9782360136049)